# 博斯米莱吉耶
博斯米莱吉耶（法語：Bosmie-l'Aiguille，法語發音：[bɔsmi lɛɡɥij]）是法国新阿基坦大区上维埃纳省的一个市镇，属于利摩日区。博斯米莱吉耶是利摩日前往波尔多方向铁路线的第一站。

## 地理
博斯米莱吉耶（45°46'4"N, 1°12'57"E）面积8.01 平方千米，位于法国新阿基坦大区上维埃纳省，该省份为法国中西部省份，北起顺时针与安德尔省、克勒兹省、科雷兹省、多爾多涅省、夏朗德省和维埃纳省接壤。
与博斯米莱吉耶接壤的市镇（或旧市镇、城区）包括：伊勒、贝纳克、比尔尼亚克、维埃纳河畔孔达、茹尔尼亚克。

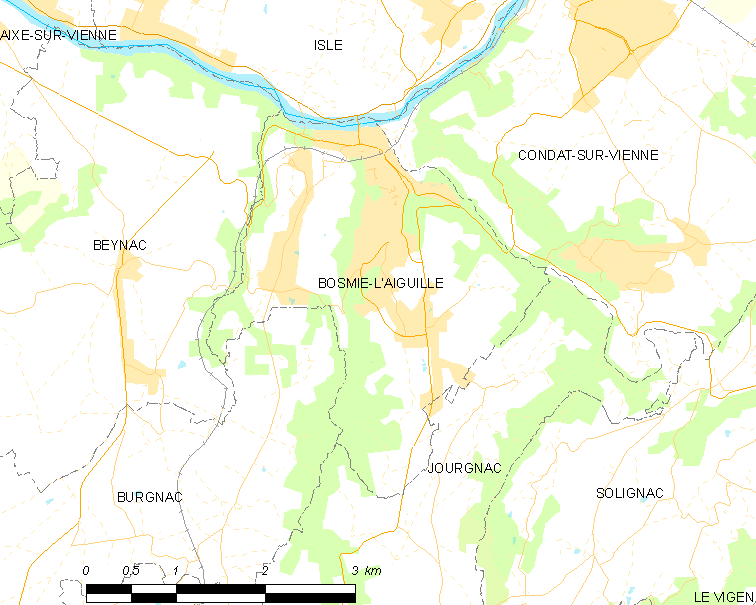
博斯米莱吉耶的OSM定位图

博斯米莱吉耶的时区为UTC+01:00、UTC+02:00（夏令时）。

## 行政
博斯米莱吉耶的邮政编码为87110，INSEE市镇编码为87021。

## 政治
博斯米莱吉耶所属的省级选区为维埃纳河畔艾克斯县。

## 人口

1962-2008年间博斯米莱吉耶人口变化图示

博斯米莱吉耶于2022年1月1日时的人口数量为2620人。